# Darney
Darney je obec ve Francii v jižní části departementu Vosges a v regionu Grand Est.

## Historie
Lesy v okolí Darney již od 14. století přitahovaly české skláře, kteří s sebou do Francie přinášely své výrobní postupy (rodinné erby těchto sklářských mistrů, přišedších sem na pozvání vévodů lotrinských, dnes zdobí velký sál současného zámku).
Ale také v době první světové války mělo Darney vztah k českým zemím. V červnu 1918 se do tábora Kléber u Darney nastěhovali českoslovenští legionáři. Dne 30. června 1918 došlo na pláni za městem ke slavnostnímu složení přísahy příslušníků Československé střelecké brigády (21. a 22. pluk). Při této příležitosti předal francouzský prezident Raymond Poincaré bojový prapor 21. čs. střeleckému pluku. Oficialit se zúčastnil také tajemník Československé národní rady v Paříži, doktor Edvard Beneš. Tuto událost připomíná památník v podobě jehlanového pylonu postaveného v místech, kde došlo k přísaze. Armáda České republiky datum 30. června přijala v roce 2002 jako oficiální Den ozbrojených sil České republiky. Tento den se v Darney pravidelně konají pietní akty za účasti zástupců české ambasády, místní samosprávy, ozbrojených sil České republiky i Francie a spolků.
Těsně před svým odjezdem do čerstvě vzniklé Československé republiky pobyl v prosinci 1918 krátký čas v Darney Tomáš Garrigue Masaryk, první československý prezident, který zde vykonal přehlídku jednotek československých legií. Tak se historie Darney prolíná s historií Československa.

## Památky a zajímavosti
Budova staré radnice v Darney dnes hostí francouzsko-československé muzeum, ve kterém je uchováno mj. prohlášení o vzniku nezávislého československého státu. Muzeum je přístupné zdarma dle předchozí domluvy.

## Vývoj počtu obyvatel
Počet obyvatel

## Galerie

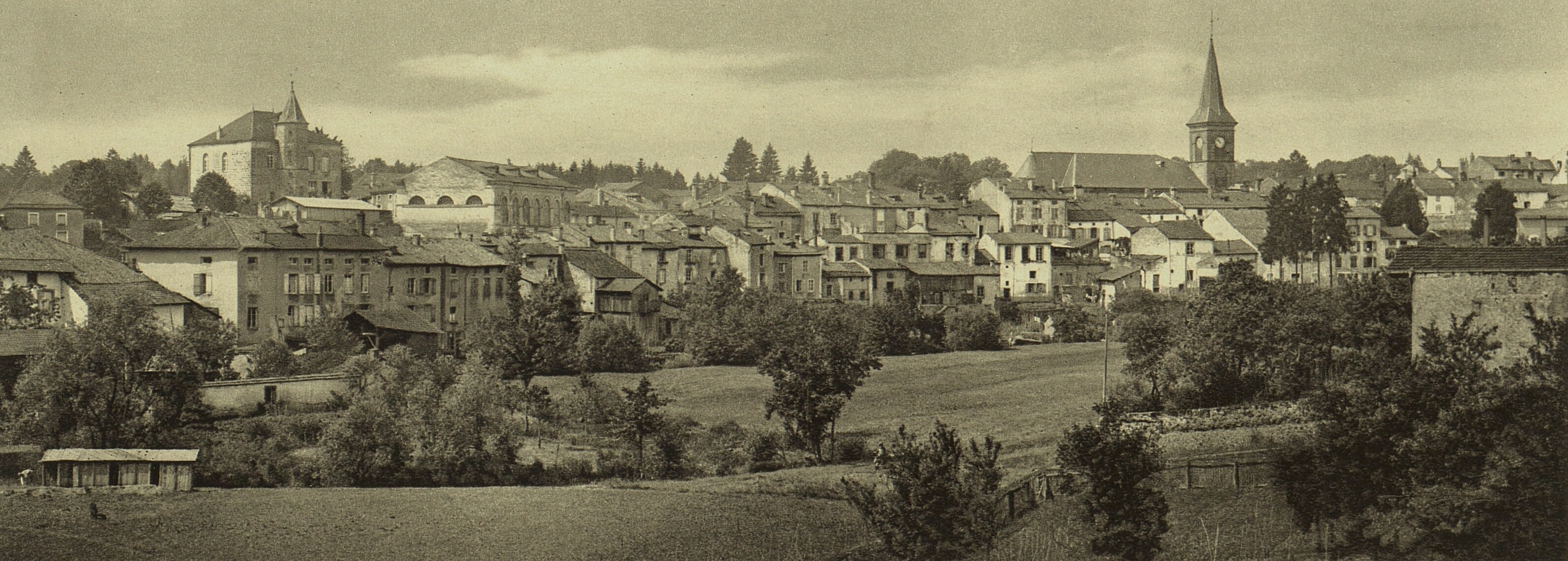
Pohled na městečko Darney, sídlo Československé střelecké brigády československých legií ve Francii.
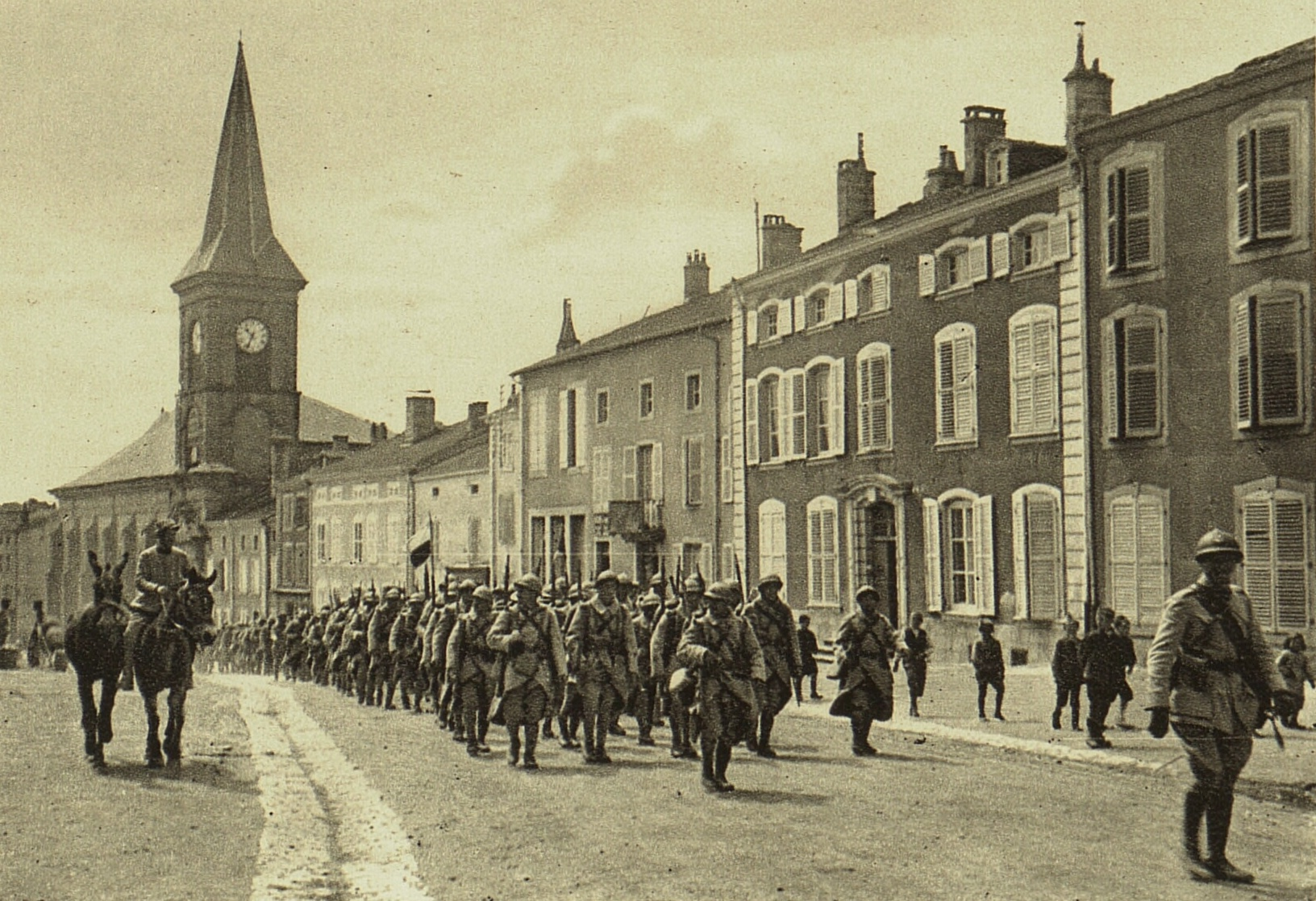
Příchod legionářů z 21. čs. střeleckého pluku do Darney v červnu 1918.
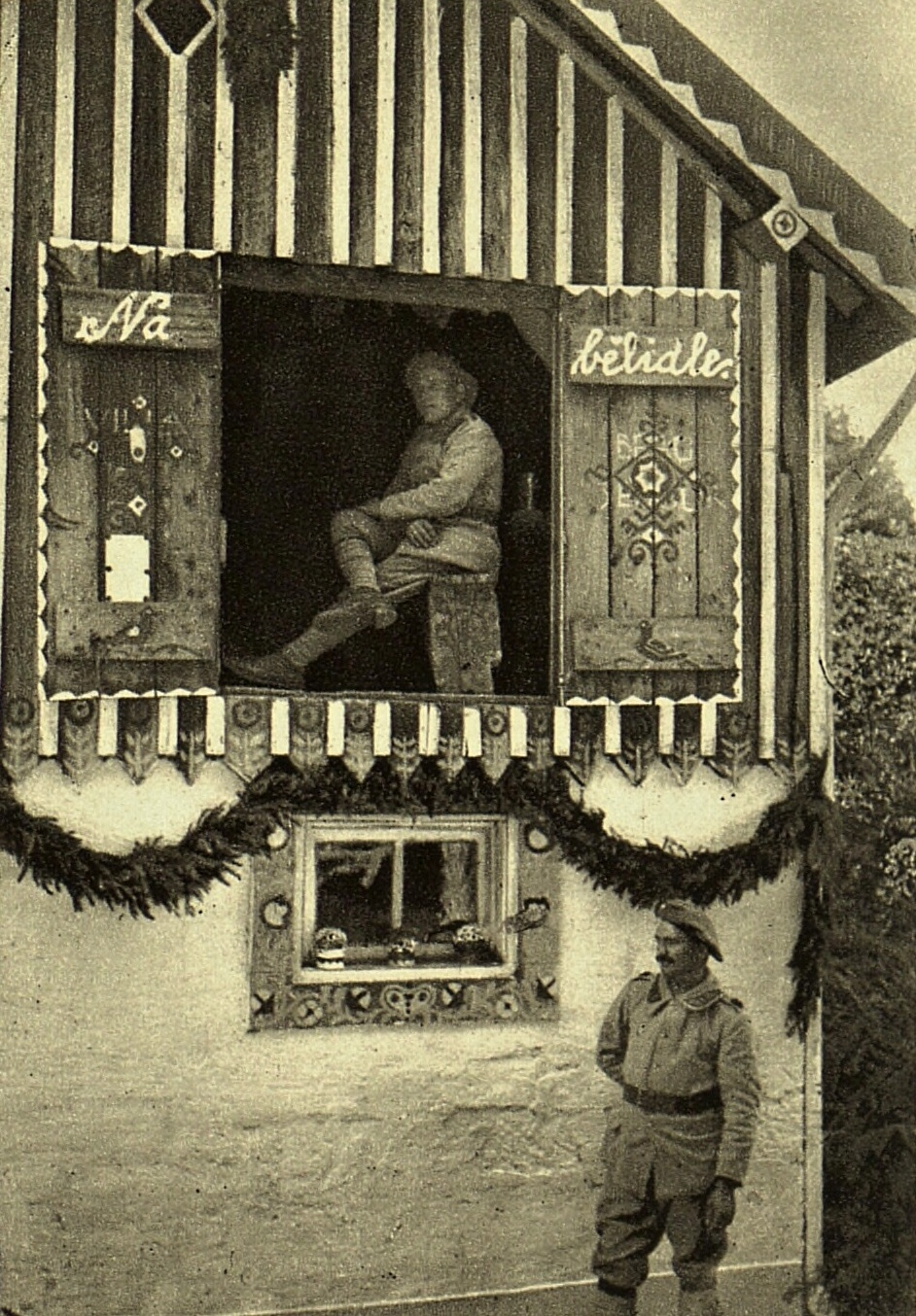
Ubikace legionářů I. praporu 21. čs. střeleckého pluku v Darney.
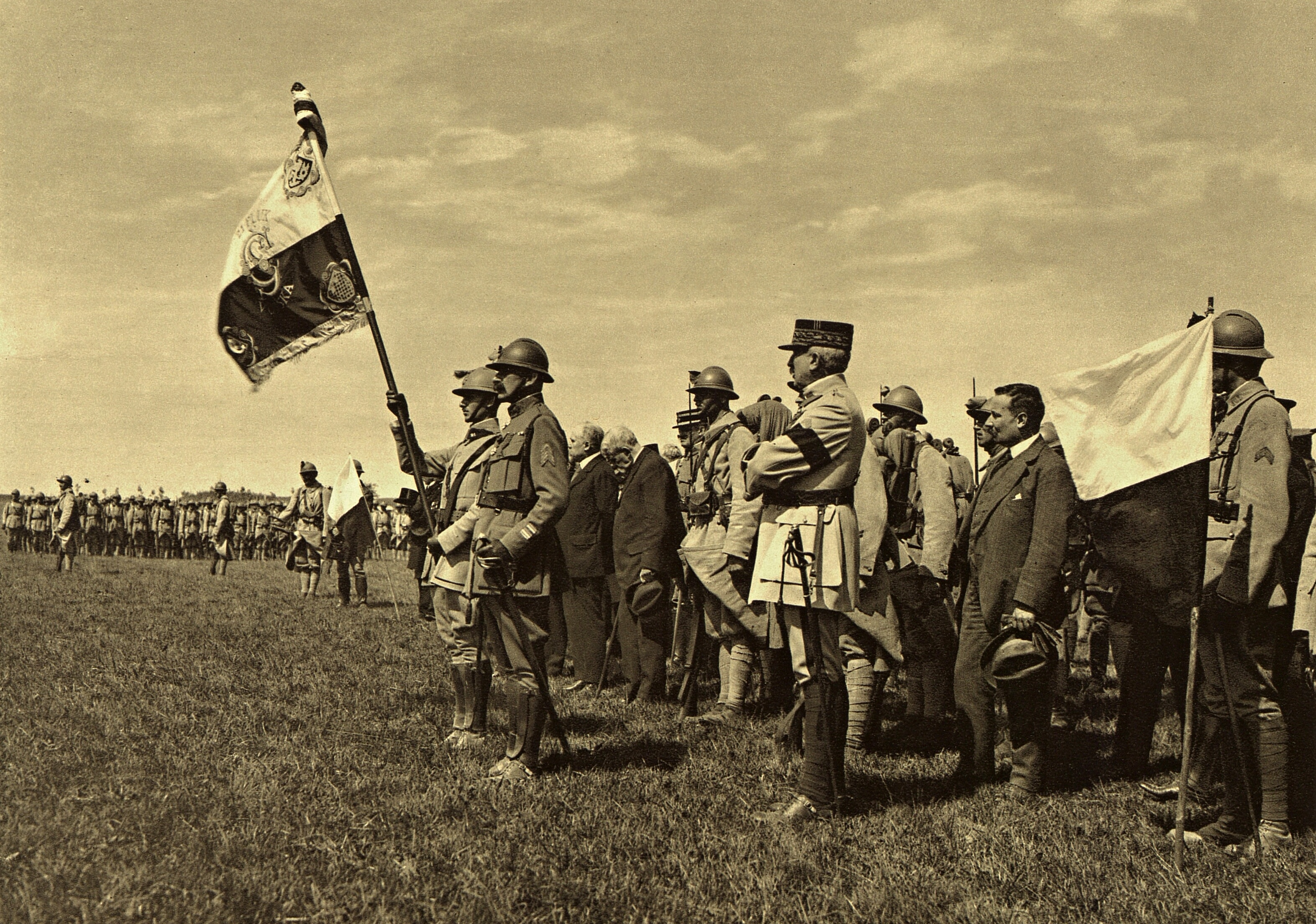
Slavností předání praporu 21. čs. střeleckému pluku z rukou francouzského prezidenta Raimonda Poincarého.
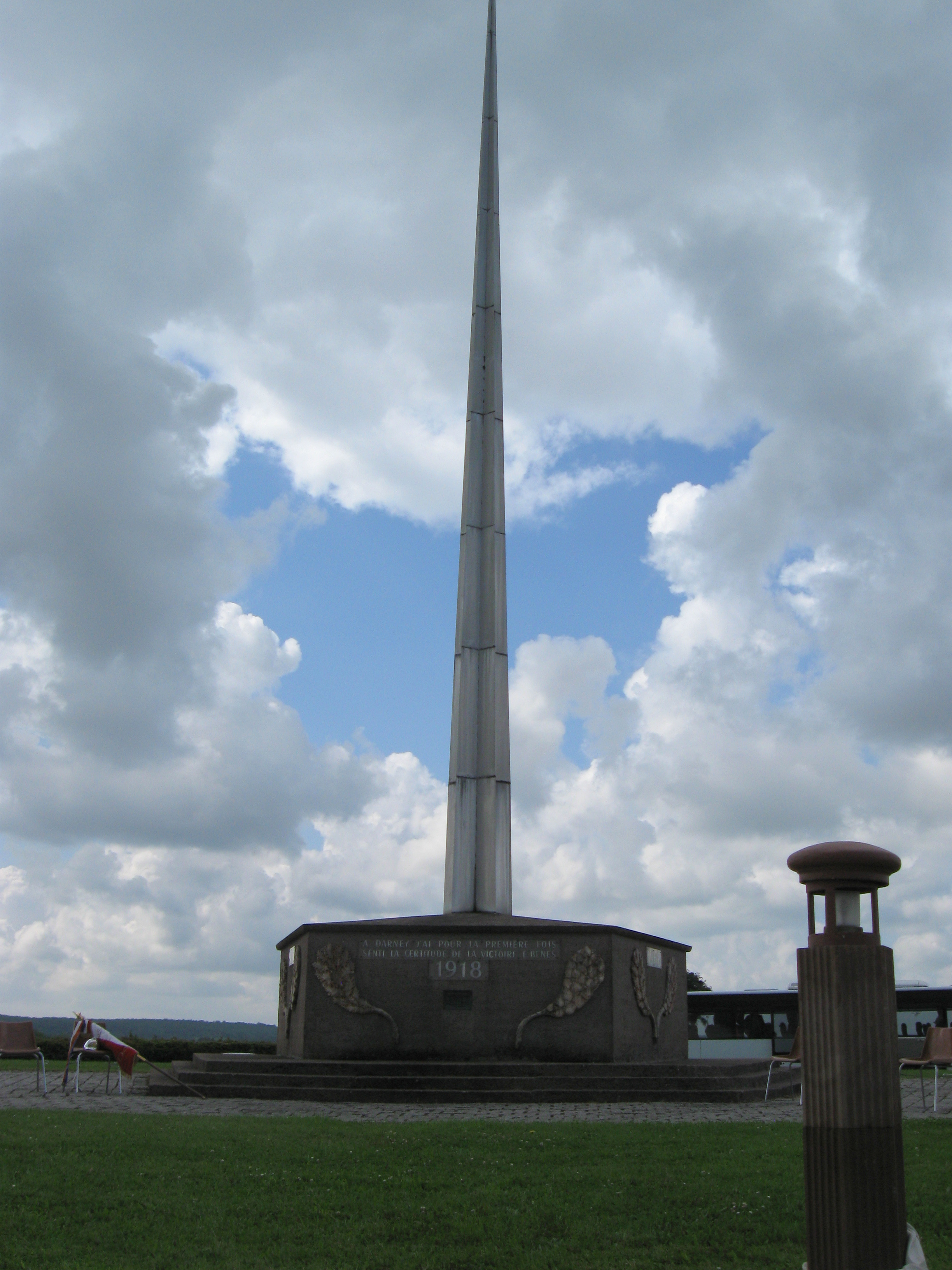
Památník 30. června 1918, kdy na tomto místě u tábora Kléber složilo 6 000 československých legionářů vojenskou přísahu za přítomnosti francouzského prezidenta Raymonda Poincarého.
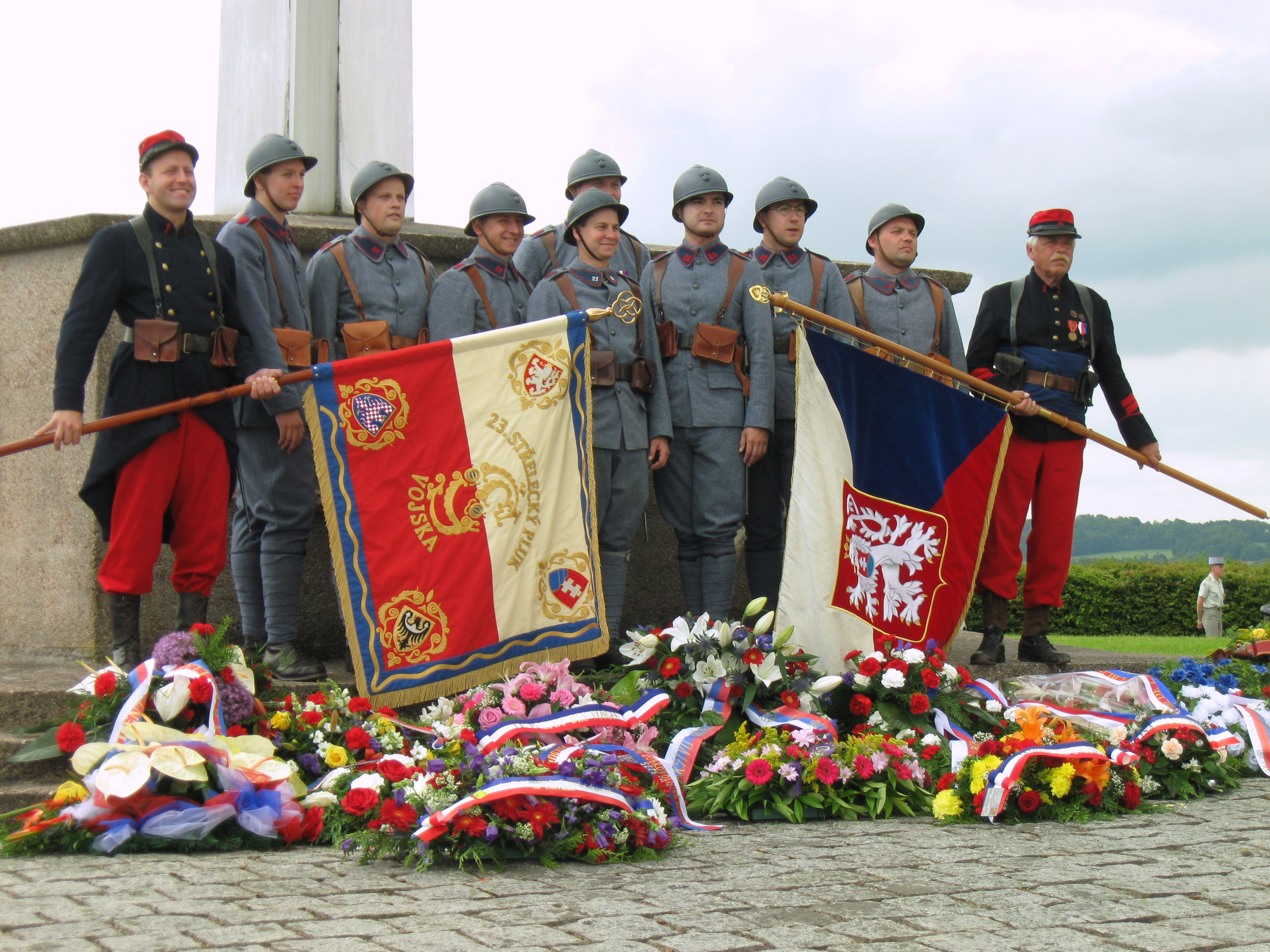
Členové Československé obce legionářské v historických stejnokrojích legionářů z Francie po vzpomínkovém pietním aktu ke Dni ozbrojených sil, 30. června 2013.
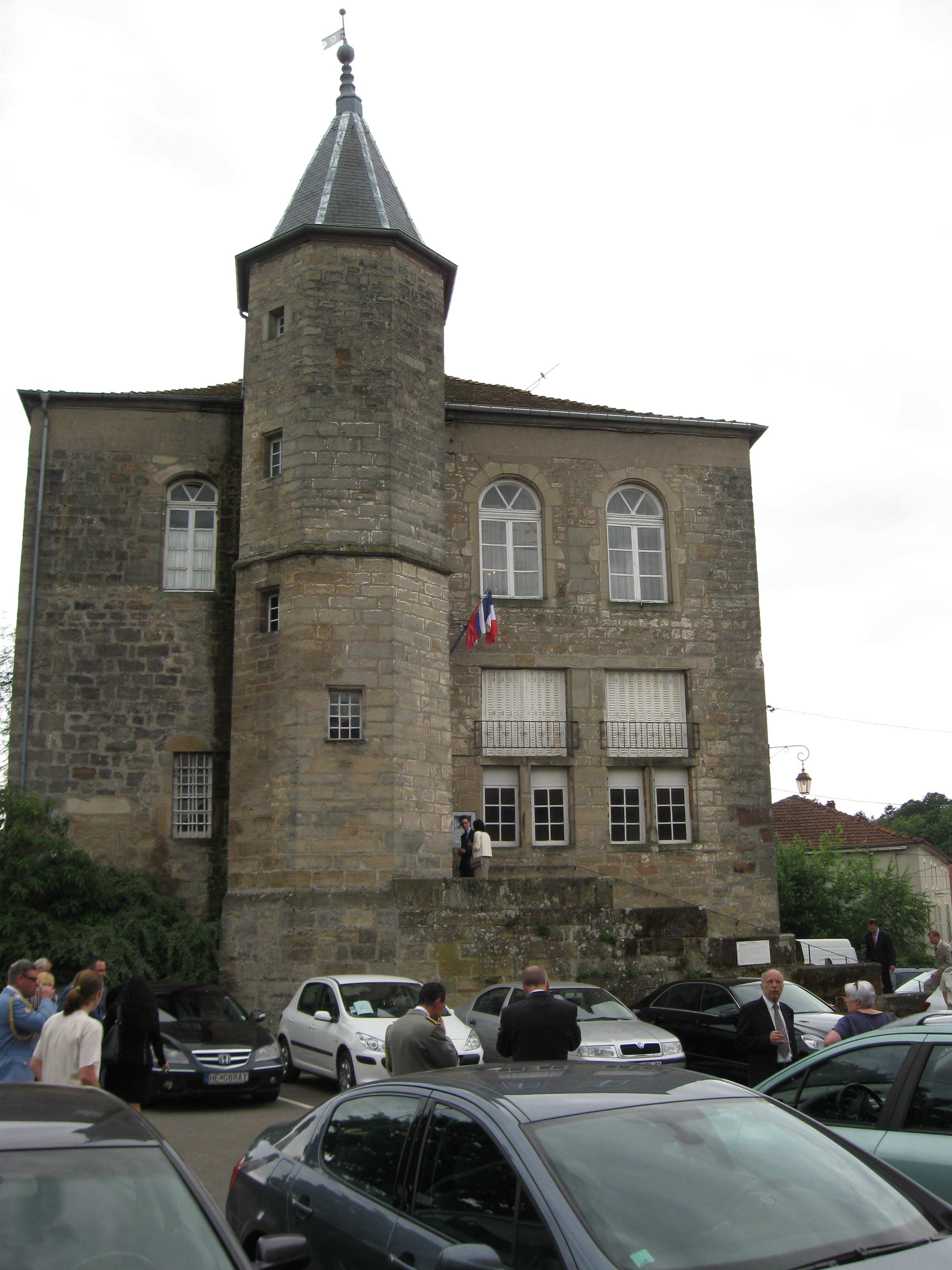
Stará radnice, ve které je dnes umístěno muzeum československo-francouzské spolupráce, které odkazuje na pobyt legionářů v Darney roku 1918.
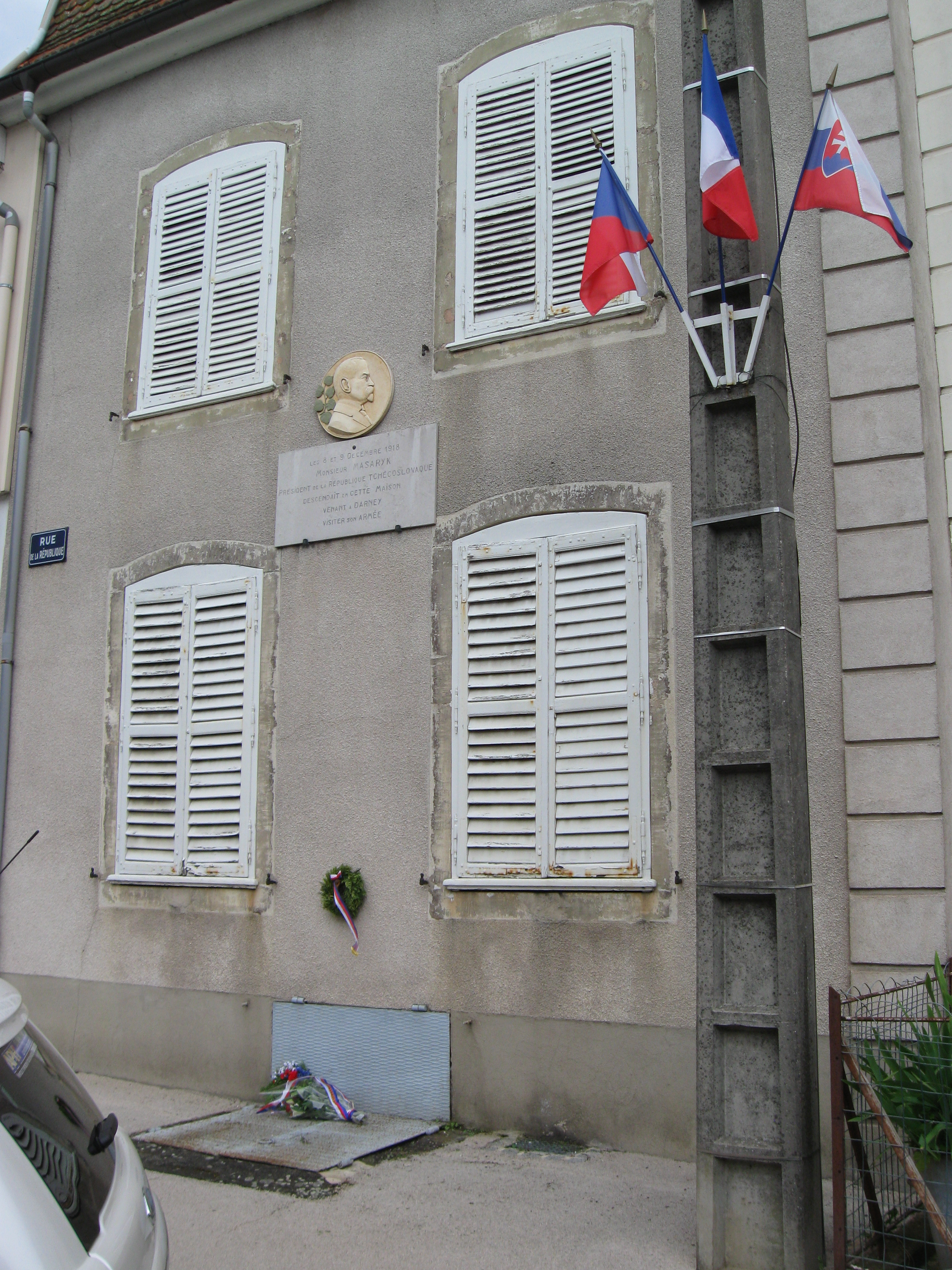
Pamětní deska pobytu Tomáše Garrigua Masaryka v Darney na Rue de la République.
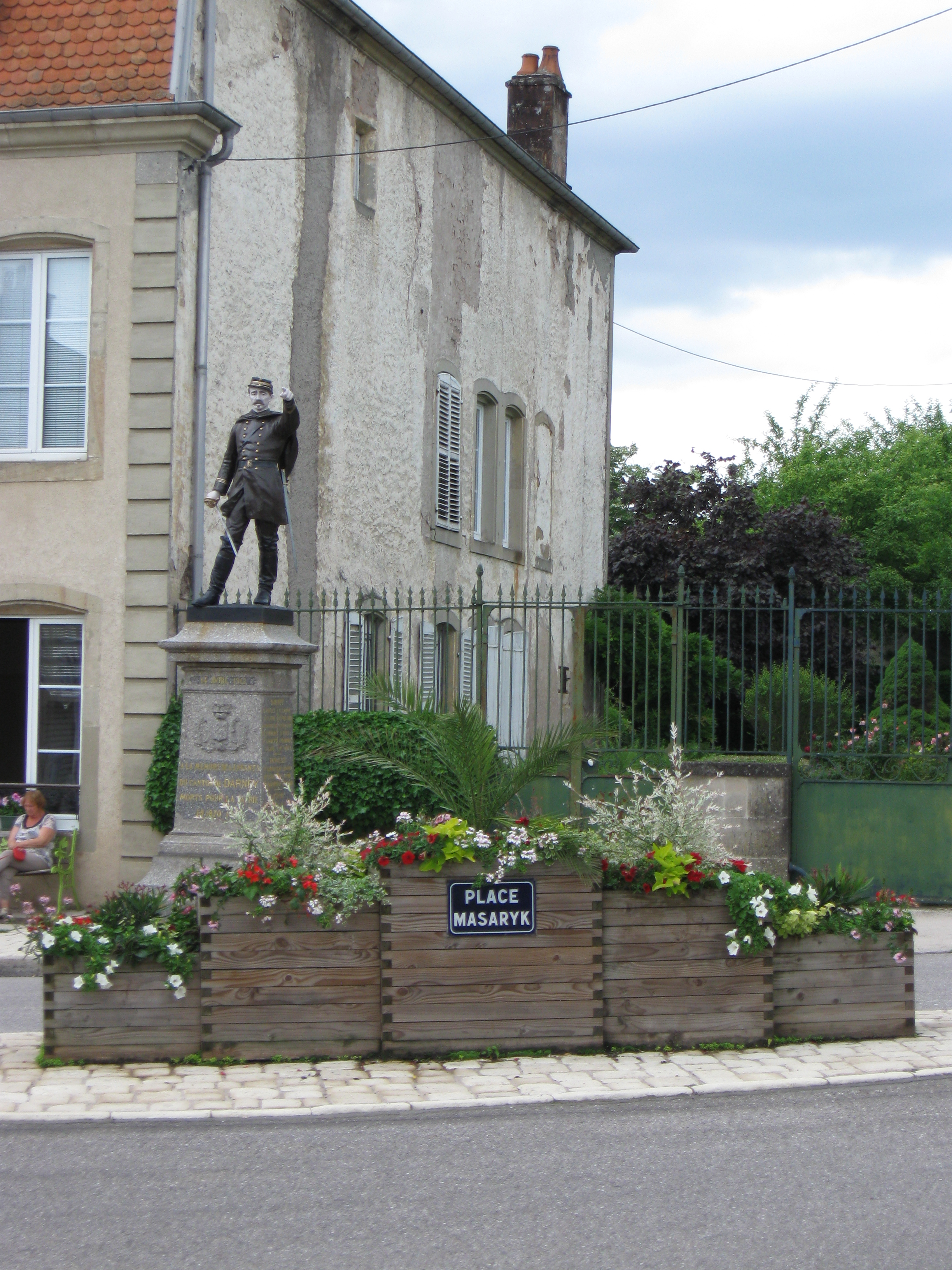
Náměstí Tomáše Garrigua Masaryka v Darney.
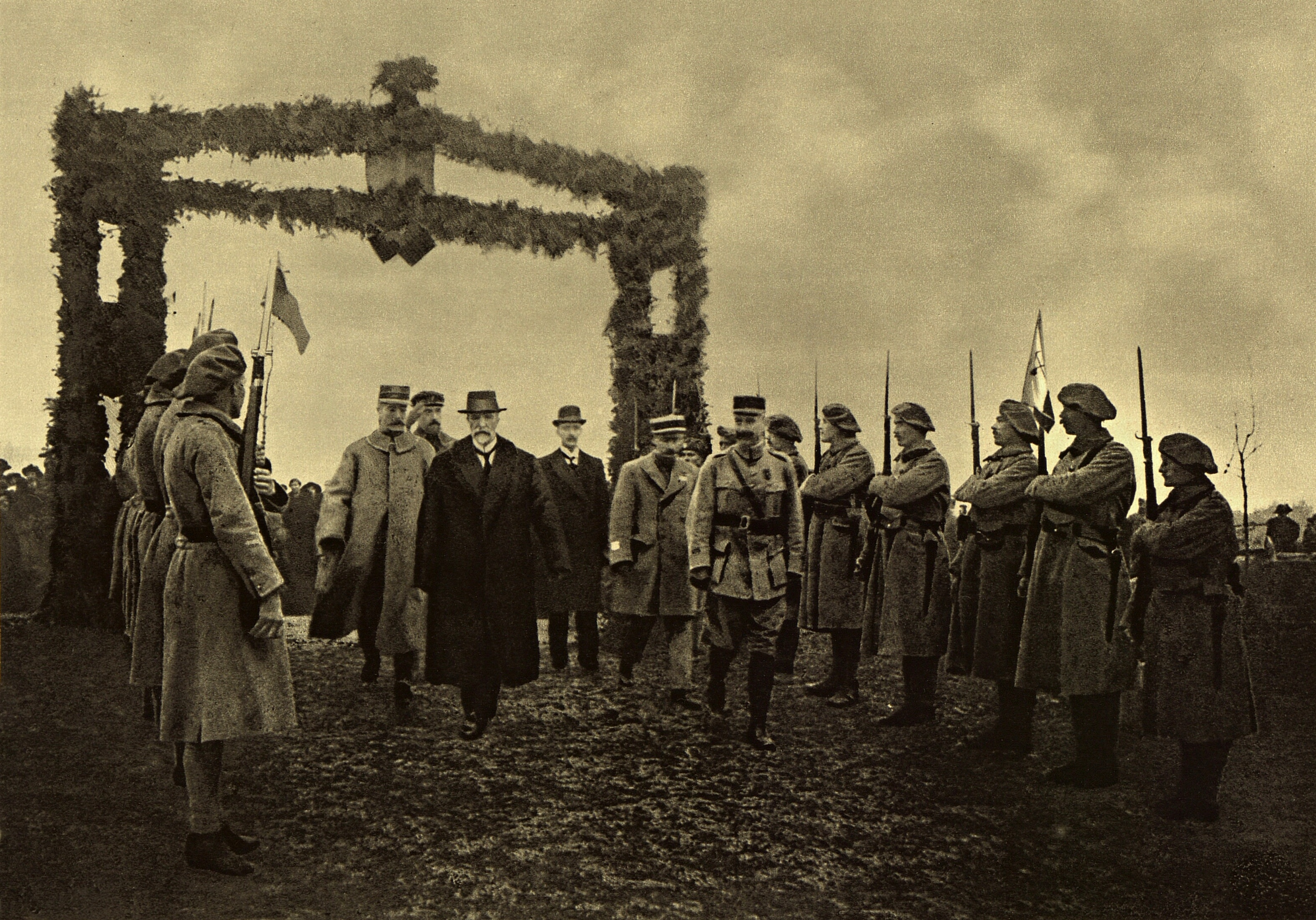
Návštěva československého prezidenta presidenta Tomáše G. Masaryka u československých legionářů v Darney, 8. prosince 1918.

## Partnerská města
Partnerským městem Darney je Slavkov u Brna.